# زیردریایی یو-۴۳۹
زیردریایی یو-۴۳۹ (به انگلیسی: German submarine U-439) یک زیردریایی بود که طول آن ۶۷٫۱ متر (۲۲۰ فوت ۲ اینچ) بود. این زیردریایی در سال ۱۹۴۱ ساخته شد.